# Escut d'Uganda
L'escut d'Uganda fou aprovat el 21 de setembre de 1962 i té la forma ovalada dels escuts defensius tradicionals de l'Àfrica oriental, amb dues llances acoblades al darrere.
L'escut i les llances representen la voluntat dels ugandesos de defensar el seu país. L'escut, de sable, està dividit en tres parts: al cap hi ha les faixes ondades d'atzur i argent en representació del llac Victòria; el sol de la part central recorda el gran nombre de dies assolellats de què gaudeix Uganda; finalment, el tambor de sota és un símbol de la cultura ugandesa i de les reunions populars de tipus cerimonial, amb les danses rituals que s'hi celebren. Tradicionalment es creia que el toc dels tambors podia allunyar els mals esperits; es podien fer cadenes de tambors per enviar missatges a més de 150 km de distància en menys d'una hora.
L'escut té com a suports un cob d'Uganda (Kobus kob thomasi) a la sinistra, una varietat de cob que aquí al·ludeix a la fauna salvatge, tan abundant al país, i una grua coronada (Balearica regulorum gibbericeps) a la destra, una subespècie de la grua coronada de coll gris considerada l'ocell nacional ugandès, que també apareix al centre de la bandera estatal.
Els suports i l'escut descansen sobre una terrassa de sinople en forma de turonet en representació de la fèrtil terra ugandesa, que conté els dos conreus principals, a la destra el cafè i a la sinistra el cotó, plantes que es troben a banda i banda del riu que flueix a la part central, fet d'ondes d'argent i atzur, que simbolitza el Nil. A la part inferior apareix el lema nacional en anglès: For God and My Country ('Per Déu i el meu país').